# Större ekstyltmal
Större ekstyltmal (Caloptilia alchimiella) är en fjäril i familjen Styltmalar (Gracillariidae). Den har normalt en vingbredd på 9 till 13 millimeter. 
Fjärilen finns där det finns unga ekar, vars blad dess larver lever på undersidan av och av.  

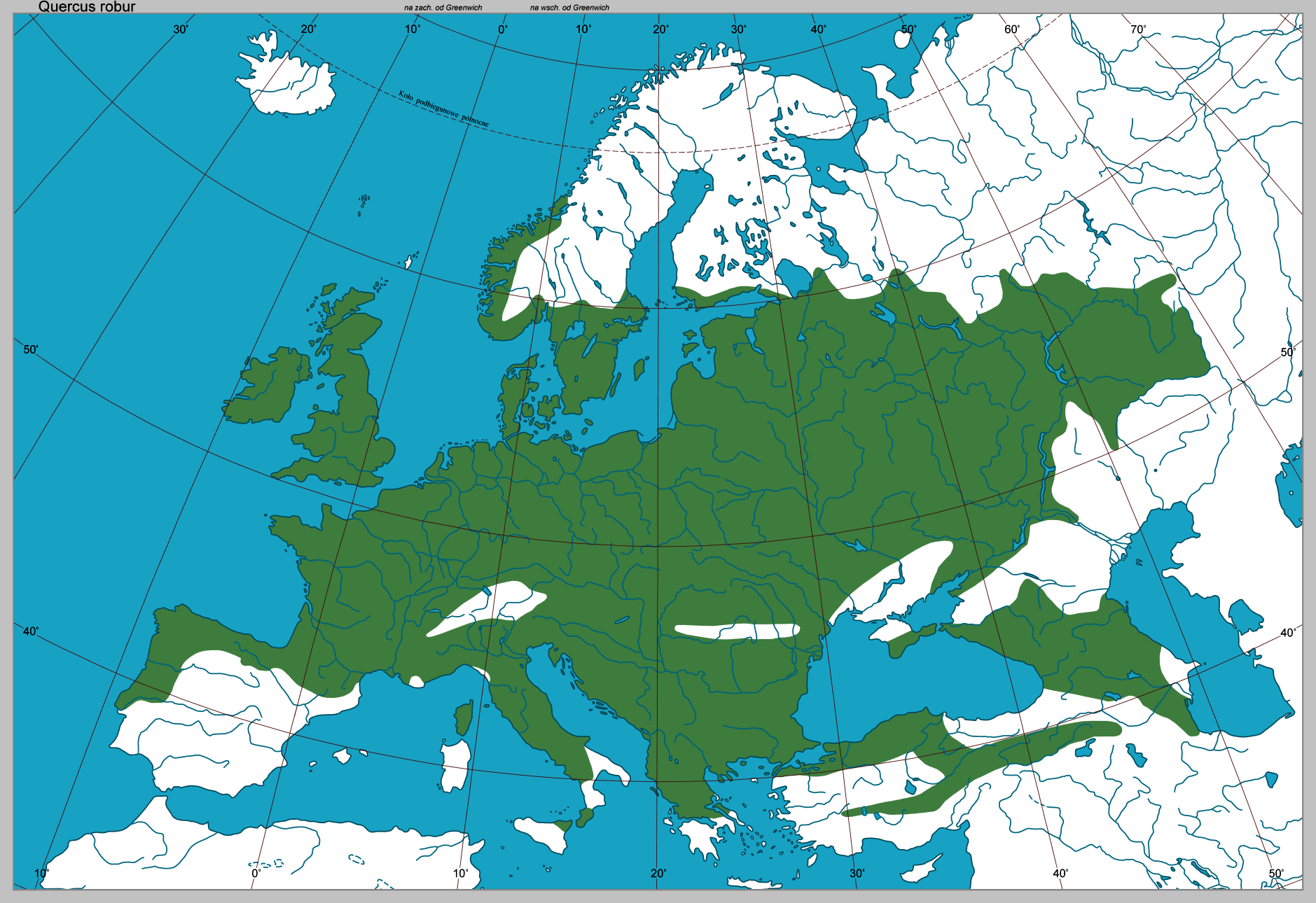
Ekens utbredningsområde i Europa.

Större ekstyltmal är spridd över hela Palearktis, utom de nordligaste delarna. I Sverige är dess utbredning samma som ekens. 